# Acrocercops vallata
Acrocercops vallata là một loài bướm đêm thuộc họ Gracillariidae. Nó được tìm thấy ở Nhật Bản (Honshū, Kyūshū, Shikoku).
Sải cánh dài 7.5–8 mm.
Ấu trùng ăn Quercus acuta, Quercus glauca và Quercus salicina. Chúng ăn lá nơi chúng làm tổ.